# Monserrath Rodríguez
Erika Monserrath Rodríguez Suárez (* 26. Februar 1999) ist eine mexikanische Cross-Country-Mountainbikerin.

## Sportlicher Werdegang
Rodríguez war 2016 mexikanische Junioren-Meisterin im Cross-Country XCO, im Jahr darauf gewann sie den Titel bei den Panamerika-Meisterschaften. In der U23 war sie ebenfalls zweifache Landesmeisterin und holte zwei Medaillen bei den kontinentalen Meisterschaften. Ab 2022 in der Elite fahrend, war sie auf nationaler Ebene die zweitbeste Fahrerin nach Daniela Campuzano. In den Panamerika-Meisterschaften war sie von 2022 bis 2024 jeweils unter den ersten Zehn, bei den Zentralamerika- und Karibikspielen 2023 war sie Vierte. Sie startete regelmäßig bei den Mountainbike-Weltmeisterschaften und im UCI-Mountainbike-Weltcup, jedoch ohne vordere Platzierungen. 2024 wurde sie vom mexikanischen Verband für das olympische Mountainbike-Rennen nominiert und kam nach Überrundung auf den 33. Platz.

## Erfolge
2016
 Mexikanische Meisterin (Junioren) – Cross-Country XCO
2017
 Panamerika-Meisterin (Junioren) – Cross-Country XCO
 Panamerika-Meisterin – Staffel XCR
2018
 Mexikanische Meisterin (U23) – Cross-Country XCO
 Panamerika-Meisterschaften (U23) – Cross-Country XCO
2019
 Mexikanische Meisterin (U23) – Cross-Country XCO
 Panamerika-Meisterin – Staffel XCR
 Panamerika-Meisterschaften (U23) – Cross-Country XCO